# Stenocranus hopponis
Stenocranus hopponis är en insektsart som beskrevs av Matsumura 1935. Stenocranus hopponis ingår i släktet Stenocranus och familjen sporrstritar. Inga underarter finns listade i Catalogue of Life.